# Deadlock II: Shrine Wars
Deadlock II: Shrine Wars este un joc video de strategie științifico-fantastică, bazat pe ture, dezvoltat de Cyberlore⁠(d) Studios și publicat de Accolade. A fost lansat la 25 februarie 1998 ca o continuare a lui Deadlock: Planetary Conquest. Jocul permite jucătorului să fie liderul unei specii extraterestre care controlează coloniile de pe suprafața unei planete.
Tommo⁠(d) a achiziționat drepturile de autor ale jocului și l-a publicat digital prin marca sa Retroism în 2015.

## Prezentare
Deadlock II: Shrine Wars prezintă un joc pe ture, care are loc pe o hartă a planetei care variază de la aproximativ 1 la 9000 de piese, fiecare prezentând o regiune sau o zonă a clădirii. Jucătorii preiau controlul asupra fiecărui teritoriu colonizându-l cu un vehicul „Colonizator” sau luându-l de la un alt jucător prin cucerire militară. Fiecare teritoriu este format dintr-o grilă de șase pe șase în care pot fi amplasate clădiri. La fel ca majoritatea jocurilor de strategie, Deadlock II: Shrine Wars folosește resurse naturale și credite pentru a plăti noi unități și clădiri. Coloniștii sunt repartizați în clădiri pentru a genera resurse și cercetare. Aceste noi unități și clădiri pot fi create după ce tehnologiile lor prealabile sunt cercetate.

## Comparație cuDeadlock: Planetary Conques
Ca o continuare, cele mai notabile caracteristici din Deadlock II sunt:
- O campanie pentru un singur jucător
- O interfață complet personalizată, spre deosebire de controalele desktop Windows utilizate în versiunea originală
- Elemente de joc suplimentare, cum ar fi alianțe diplomatice, tehnologii mai cercetabile, mai multe unități, mai multe clădiri și abilitatea de a crea un oraș pe apă.

### Critică
- În afară de modificările interfeței, Deadlock II folosește exact aceeași grafică din primul joc.
- Fără schimbări majore în joc
- Nicio specie nouă
- Interfața mai nouă, cu rezoluția sa fixă (scăzută) și grafica primitivă, nu a îmbătrânit bine. Deoarece jocul original folosea controale desktop, grafica lui pare de fapt mai curată pe sistemele moderne.
- Deadlock II poate fi interpretat ca o versiune „de lux” a jocului original, mai degrabă decât o continuare adecvată.

## Specii
Deadlock II: Shrine Wars prezintă șapte specii extraterestre, fiecare cu propriile puncte forte și puncte slabe. Abilitățile fiecărei rase nu sunt la fel de pronunțate ca în alte jocuri de strategie, cum ar fi Warcraft, dar pot afecta foarte mult modul în care evoluează fiecare specie în joc.

### ChCh-t
ChCh-t este o specie de ființe-insecte care seamănă cu mantisele și scorpionii. Au o minte de stup, cea mai mare parte a activității se învârte în jurul reginei fiecărui stup în parte. ChCh-t excelează în construcții, astfel încât unitățile și clădirile sunt produse mai rapid. ChCh-t produc coloni mai repede, iar unitățile lor de locuințe dețin de două ori mai mulți coloniști. Au însă cercetători lenți și unități militare slabe, dar toate unitățile militare sunt mai rapide. Cercetașii ChCh-t pot fura resurse din coloniile inamice.

### Cyth
Cyth este o specie de umanoizi  cu abilități psihice până în punctul în care unii Cyth nu mai trebuie să meargă, ci își folosesc abilitățile psihice pentru a pluti la câțiva centimetri de sol. Această trăsătură este îmbunătățită prin ingerarea sucului din sacul de ouă al unui păianjen de pe planeta lor natală, ceea ce Cyth o fac în mod constant printr-o mască de față pe care aproape toți Cyth o poartă. Sunt adesea considerați „răi”, ceea ce le face dificil să formeze alianțe cu celelalte specii. Liderul lor este identificat ca Lordul Veil. Corpul lor de comandă poate folosi o tehnică „Mind Blast” care distruge unitățile inamice. Cercetașii Cyth pot otrăvi teritoriile inamice, ceea ce reduce producția de alimente a acelui teritoriu la jumătate. Moralul lor este întotdeauna fixat la 90%; acest lucru împiedică efectiv o zecime din populație să lucreze vreodată, dar permite utilizarea unor practici care ar provoca scandaluri de scădere a moralului cu alte specii (cum ar fi impozitarea opresivă sau tranzacțiile pe piața neagră).

### Maug
Maug este o specie (cel puțin în prezent) de umanoizi pe jumătate vii, pe jumătate mașini. După ce au fost forțați să părăsească planeta lor natală de către Cyth, ADN-ul Maug a fost drastic alterat de radiațiile emise de soarele casei lor în exil. Acest lucru a făcut ca întreaga specie Maug să fie bolnavă. Chiar și nou-născutul Maug a suferit tulburări și boli genetice. Chiar și cei mai sănătoși suferă de o răceală pe tot parcursul vieții. Maug este o specie foarte tehnologică. Ei au conceput costume speciale care ajută la compensarea handicapurilor lor fizice. Aceste handicapuri fac unitățile lor militare slabe, dar ele compensează cu producția rapidă a tuturor unităților și timpi scurți de cercetare. Cercetașii Maug pot sabota unitățile inamice și pot fura tehnologie. Cei mai mulți Maug sunt în mod constant deprimați, ceea ce îi face foarte sensibili la schimbările de moral.

### Tarth
Tarth a evoluat pe Korga, o lume extrem de ostilă vieții organice, cu o treime din dimensiunea lui Jupiter. Astfel, sunt giganți (aproximativ 180 de centimetri lățime, înălțimea și greutatea nu sunt specificate) cu o piele groasă, portocalie, acoperită cu plăci asemănătoare solzilor. Societatea modernă Tarth a fost fondată de Guh, care și-a început viața ca războinic și a terminat-o ca astronom. Guh a fost grav rănit în luptă și se pregătea să moară, când privirea i-a căzut pe unul dintre cei șapte sateliți naturali ai planetei sale – Tunt. În timp ce privea, un vulcan a erupt pe Tunt. Formațiunile de nori s-au schimbat vizibil. Fascinat, Guh și-a recăpătat dorința de a trăi și s-a întors șchiopătând la camarazii săi. Mai târziu a devenit pustnic și a construit primul telescop al planetei sale, descoperind viață pe Tunt. Câteva secole mai târziu, rasa Tarth a dobândit tehnologia spațială și a creat o colonie pe Tunt. Au luat contact cu Cyth și i-au ajutat să creeze Alianța Quadra. O statuie titanică a lui Guh poate fi găsită în capitala imperiului Tarth.  
Infanteria, artileria și fortificațiile de apărare Tarth au toate bonusuri de atac. Unitățile lor de infanterie folosesc un ordin de luptă magistral care dărâmă rapid clădirile. De asemenea, fermele Tarth produc cantități mari de alimente. Cercetașii Tarth sunt spioni slabi și sunt adesea prinși. Navele lor sunt, de asemenea, foarte slabe și se pot scufunda cu ușurință.

### Oamenii
Oamenii portretizați în Deadlock sunt la fel ca omul modern din punct de vedere fiziologic, dar mai avansați din punct de vedere tehnologic. Ca urmare a prăbușirii masive a pieței de valori, mulți au fost forțați să părăsească Pământul în căutarea bogăției. Oamenii generează mai multe venituri fiscale decât toate celelalte specii, dar sunt mai susceptibili la scandalurile Skirineen. Corpul lor de comandă poate da o comandă berserk care va multiplica mult puterea unităților de luptă în luptă, dar îi va ucide ulterior.

### Re'lu
Re'lu este o specie avansată din punct de vedere cultural (cel puțin din perspectiva lor) de umanoizi de culoare verde deschis. Re'lu sunt ciudați prin faptul că fiecare membru al speciei este compus din două organisme: Re'ites, sau componente umanoide; și Luæ'iți, o fiară maro care însoțește fiecare Re'ite. Cele două organisme împărtășesc o legătură psihică. Corpurile lor de comandă au capacitatea de a converti unitățile inamice de partea lor în timpul luptei. De asemenea, au capacitatea de a vedea teritoriile inamice prin ESP.
Re'lu au un dispreț de mult timp față de oameni, pe care îi consideră inferiori din punct de vedere cultural. Acest lucru s-a datorat vizitelor lor inițiale pe Pământ sub formă de holograme și a primirii violente care au avut-o. Re'lu și oamenilor le place să se ceartă pe diverse lucruri, de la cel mai eficient mod de a guverna până la îngrijirea adecvată a animalelor de companie.

### Uva Mosk
Uva Mosk este o specie de ființe șamaniste care seamănă vag cu oamenii. Liderul se numește Marele Hortus, care îi conduce pe o cale de armonie cu planeta. Capacitatea lor de a produce alimente este a doua după Tarth, dar producția lor de alte resurse este cea mai mare din joc. Spionii lor sunt foarte pricepuți la camuflaj, ceea ce îi face cei mai buni spioni din joc.

## Recepție
Jocul a primit recenzii medii conform site-ului de agregare a recenziilor GameRankings.  Next Generation l-a numit „un joc decent, dar, din păcate, adăugarea de suport pentru rețea și o nouă interfață nu par să justifice lansarea unui nou produs sau achiziționarea acestuia”.